# Alpen-Straußgras
Das Alpen-Straußgras (Agrostis alpina) ist eine Pflanzenart aus der Gattung der Straußgräser (Agrostis) in der Familie der Süßgräser (Poaceae). Das Verbreitungsgebiet reicht in Europa von Spanien bis nach Osteuropa, Bestände gibt es auch in Marokko, dort wächst es in der alpinen und subalpinen Höhenstufe.

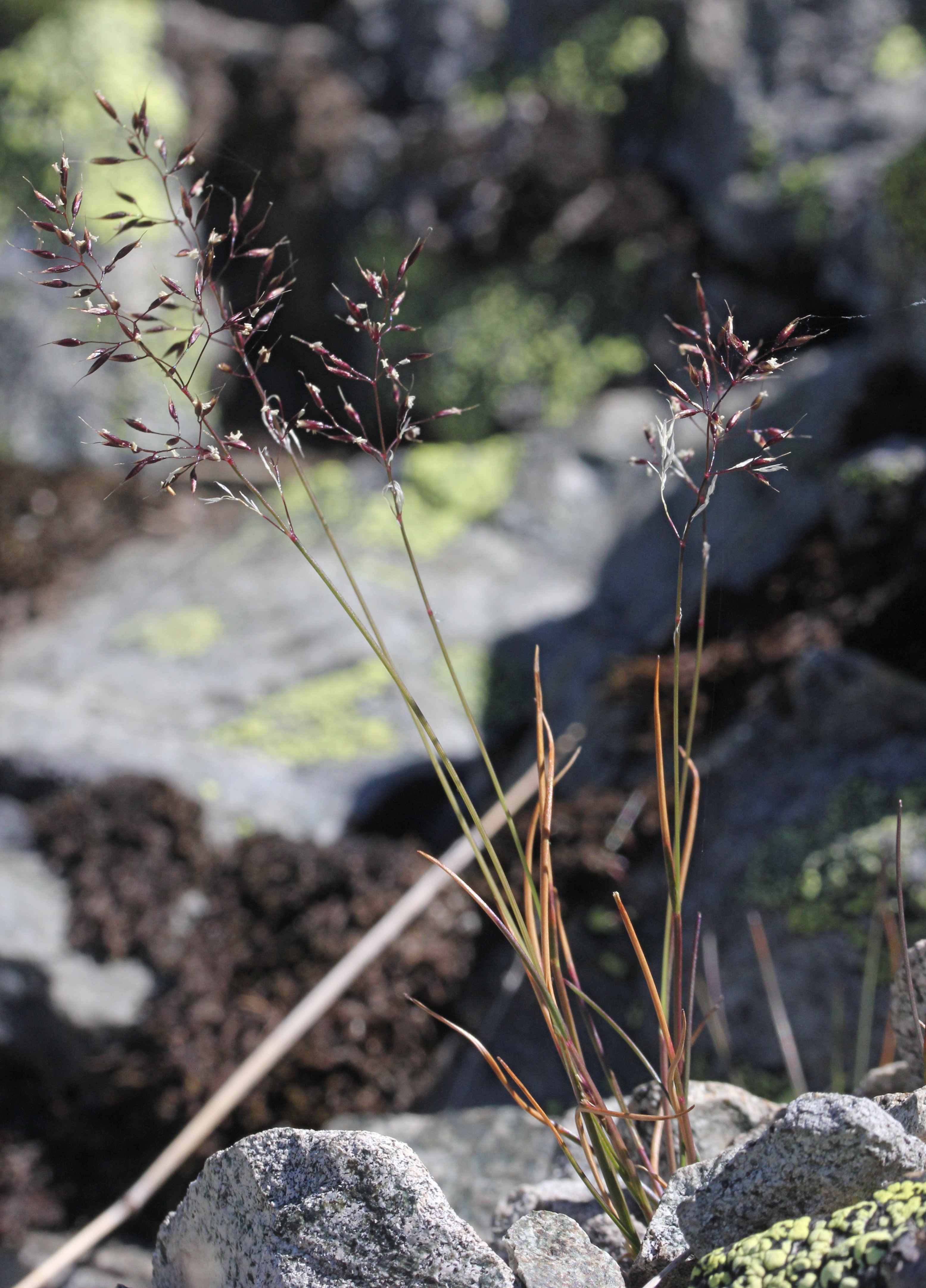
Alpen-Straußgras (Agrostis alpina)

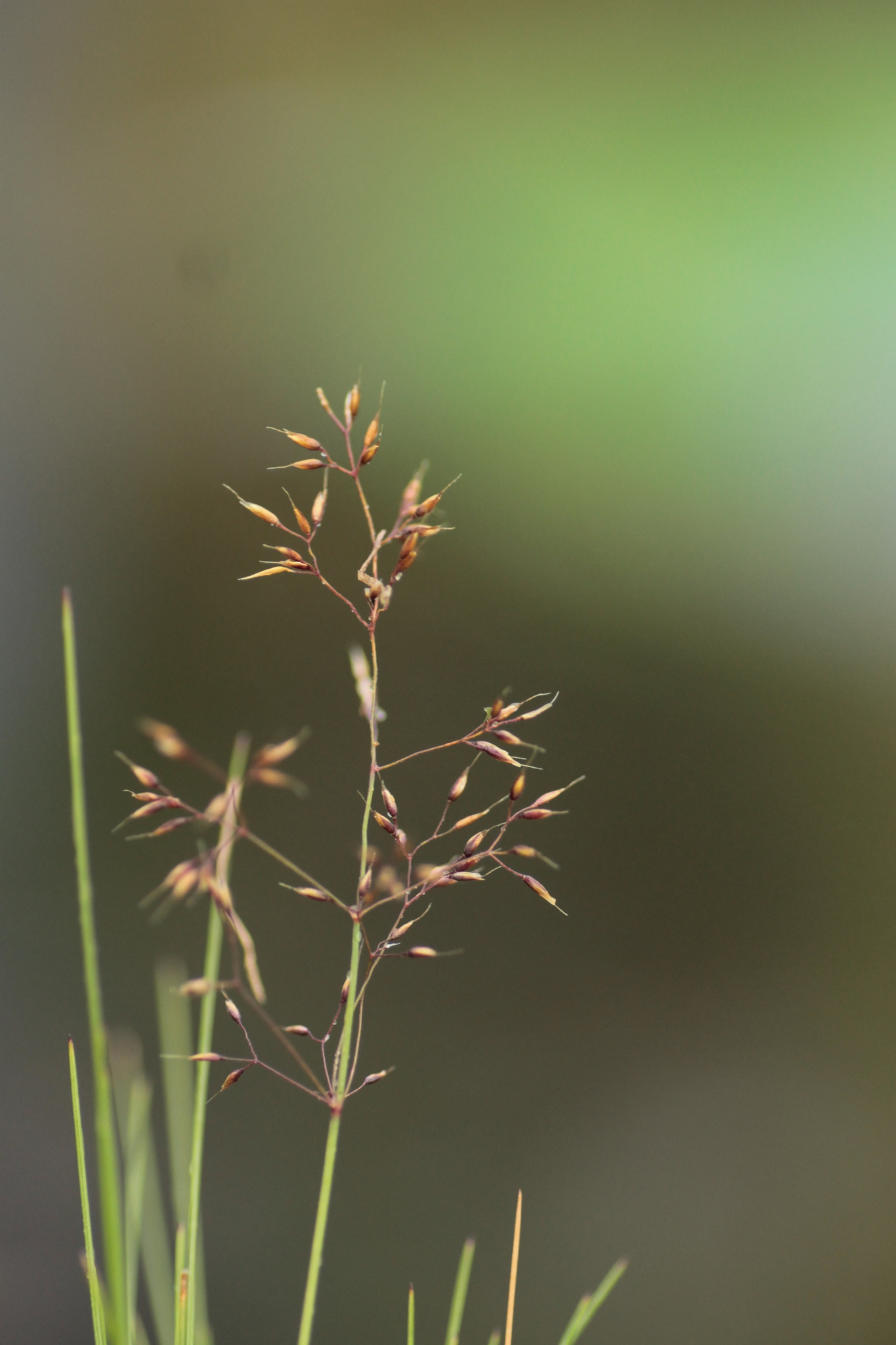
Blütenstand

## Beschreibung

### Vegetative Merkmale
Das Alpen-Straußgras ist ausdauernde krautige Pflanze. Es bildet durch kurze unterirdische Ausläufer kleine Horste. Die Erneuerungssprosse wachsen innerhalb der untersten Blattscheiden in die Höhe. Die Halme sind 10 bis 35 Zentimeter lang, zwei- bis dreiknotig, glatt und kahl.
Die wechselständig an den Halmen angeordneten Laubblätter sind in Blattscheide und Blattspreite gegliedert. Die Blattscheide ist glatt oder ein wenig rau. Das Blatthäutchen der Erneuerungssprosse ist ein 1 bis 2 Millimeter langer, häutiger Saum, das der Halmblätter wird bis zu 4 Millimeter lang. Die Blattspreiten der Erneuerungssprosse sind 2 bis 12 Zentimeter lang, zusammengefaltet, borstenförmig und 0,3 Millimeter breit; werden sie ausgebreitet sind sie bis zu 0,8 Millimeter breit. Sie sind oberseits auf den Rippen und den Rändern rau, die Unterseite ist glatt. Die Blattspreiten der Halmblätter sind meist flach ausgebreitet, bis zu 1,5 Millimeter breit, spitz und leicht flaumig behaart.

### Generative Merkmale
Die Blütezeit reicht von Juli bis September. Der ausgebreitete, lockere und pyramidenförmige rispige Blütenstand ist 1 bis 6 Zentimeter lang. Die unteren Seitenäste sind rau und gehen einzeln oder zu zweit, selten zu dritt von der glatten Achse ab. Die  gestielten Ährchen stehen einzeln. Sie sind einblütig, goldbraun und zumindest in der unteren Hälfte dunkelviolett überlaufen und 3,5 bis 5 Millimeter lang. Das Blütchen fällt in der Reifezeit aus den Hüllspelzen, die an der Rispe zurückbleiben. Obere und untere Hüllspelze sind beinahe gleich, die untere ist selten 3 bis meist 3,5 bis 4 Millimeter lang und von der Seite gesehen lanzettlich, die obere ist um 0,5 bis 1 Millimeter kürzer. Sie sind einnervig, glänzend, spitz und nur am Kiel rau. Der Kallus des Blütchen trägt ein Büschel mit 0,4 bis 0,6 Millimeter langen Haaren. Die Deckspelze ist fünfnervig, gedrungen, 2,5 bis 2,8 (bis 3) Millimeter lang und ungekielt. Sie ist am oberen Ende abgeschnitten und trägt zwei 0,1 bis 0,3 Millimeter lange Grannenspitzen. Die untere Hälfte ist violett überlaufen, glatt und kahl, die obere zarthäutig und rau. Die Deckspelze trägt am Rücken nahe am Grund eine 5 bis 6 Millimeter lange, gekniete Granne, deren unterer Teil gedreht ist. Die Vorspelze erreicht nur ein Fünftel der Länge der Deckspelze. Es werden zwei Schwellkörper gebildet. Die drei Staubbeutel sind 1,6 bis 2 Millimeter lang.
Die Karyopse ist 1,5 bis 1,7 Millimeter lang.
Die Chromosomenzahl beträgt 2n = 14.

## Verbreitung und Standortansprüche
Das Verbreitungsgebiet reicht in Europa von den Gebirgen Zentralspaniens über die Pyrenäen, den Alpen, dem nördlichen Apennin bis zu den Ostsudeten und den Karpaten. In Europa liegen die Vorkommen in den Ländern Spanien, Frankreich, Italien, Deutschland, der Schweiz, Österreich, Tschechien, Polen, Slowakei, Slowenien, Kroatien, Bosnien-Herzegowina, Montenegro, Kosovo, Rumänien und der Ukraine. In Österreich kommt es in allen Bundesländern mit Ausnahme von Wien und dem Burgenland vor. Bestände gibt es auch in Marokko.
In den Alpen wächst es in der subalpinen und alpinen Höhenstufe, manchmal auch im Alpenvorland bis hinab auf 500 Meter (Eislöcher bei Eppan), wenn es durch Bäche herabgeschwemmt wird. Es steigt am Oberrothorn bei Zermatt bis 3180 Meter Meereshöhe auf. Man findet es auf lückigen Steinrasen, auf Halden, Weiden, Wildheuplätzen, zwischen Zwergsträuchern und an windexponierten Berggraten mit nur kurzer Schneebedeckung. Es wächst meist auf trockenen, nährstoff- und basenreichen, kalkhaltigen, neutralen bis mäßig sauren, humosen Lehmböden. Es gedeiht in Pflanzengesellschaften der Ordnung Seslerietalia, kommt aber auch in denen des Verbands Caricion curvulae vor.
Die ökologischen Zeigerwerte nach Landolt & al. 2010 sind in der Schweiz: Feuchtezahl F = 2w (mäßig trocken und wechselfeucht), Lichtzahl L = 5 (sehr hell), Reaktionszahl R = 4 (neutral bis basisch), Temperaturzahl T = 1+ (unter-subalpin, supra-subalpin und ober-subalpin), Nährstoffzahl N = 2 (nährstoffarm), Kontinentalitätszahl K = 4 (subkontinental).

## Taxonomie und Systematik
Die  Erstveröffentlichung von Agrostis alpina erfolgte 1771 durch den italienisch-österreichischen Botaniker Giovanni Antonio Scopoli in Flora Carniolica, Auflage 2, Band 1, S. 60. Der Name bezieht sich auf ihre Herkunft aus den Alpen. Synonyme für Agrostis alpina Scop. sind: Agraulus alpinus (Scop.) P.Beauv., Agraulus flavescens (Host) Sweet, Agrestis alpina (Scop.) Bubani, Agrostis flavescens Host, Agrostis montana Krock., Agrostis nevadensis var. minor Boiss., Agrostis rupestris var. aurata (All.) Clairv., Agrostis rupestris var. aurata (All.) Gaudin, Avena aurata All., Trichodium alpinum var. flavidum Schur, Trichodium flavescens (Host) Schult., Trichodium intermedium Hoppe ex Schult. und Trichodium rupestre Schrad. 2020 wurde die Art auch als Alpagrostis alpina (Scop.) P.M.Peterson, Romasch., Soreng & Sylvester in die Gattung Alpagrostis P.M.Peterson, Romasch., Soreng & Sylvester gestellt.

## Ähnliche Art
Es ähnelt dem ebenfalls in den Alpen vorkommenden Felsen-Straußgras (Agrostis rupestris), von dem es sich jedoch durch die rauen Rispenäste unterscheidet.

## Verwendung
Das Alpen-Straußgras ist aufgrund der langen und saftigen Blätter ein gutes Futtergras, vor allem auf Schafweiden.